# جان وین
ماریون میچل موریسون (به انگلیسی: Marion Mitchell Morrison) ‏(۲۶ مهٔ ۱۹۰۷ – ۱۱ ژوئن ۱۹۷۹) که بیشتر با نام هُنَریِ جان وین (به انگلیسی: John Wayne) شناخته می‌شود، بازیگر، کارگردان و تهیه‌کنندهٔ آمریکایی بود. او در سال ۱۹۶۹ به خاطر بازی در فیلم شجاعت واقعی برندهٔ جایزه اسکار بهترین بازیگر نقش اول مرد شد.

## زندگی
جان وین در کالیفرنیا بزرگ شد و با کسب بورس ورزشی به دانشگاه کالیفرنیای جنوبی رفت. در تعطیلات تابستان کارگر استودیوی فوکس شد و خیلی زود توانست رابطه‌ای صمیمی با جان فورد که نقشی تعیین‌کننده در آینده جان وین به عنوان ستاره داشت، برقرار کند.
جان وین که در ابتدای فعالیت بازیگری از نام دوک موریسن استفاده می‌کرد، از جمله هنرپیشه‌های مشهور سینمای وسترن آمریکا به‌شمار می‌آید.
جان وین با بازی در فیلم‌های حماسی جان فورد مانند قلعه آپاچی، ریو گرانده، در جستجوی خواهر، دختری با روبان زرد، آخرین فرمان، مردی که لیبرتی والانس را کشت و سواره نظام شهرت زیادی کسب کرد و در آمریکا به یک ستاره تبدیل شد.
وی در سال ۱۹۲۶ یعنی در زمان سینمای صامت وارد عرصه بازیگری شد و در ۱۹۲۸ نقش‌های کوتاهی در فیلم‌های فورد و دیگر کارگردان‌ها ایفا کرد.
در ۱۹۳۰ فورد او را به رائول والش برای مسیر بزرگ سفارش کرد. این بازیگر بلند قد، قوی هیکل و آرام پس از مسیر بزرگ در وسترن‌های کم هزینه، سریال‌ها و فیلم‌های فراموش شده ظاهر شد و نتوانست تماشاگران را مجذوب کند.
جان وین در طول ۸ سال در ۸۰ فیلم نقش قهرمان را بازی کرد اما در سال ۱۹۳۹ جان فورد با انتخاب او برای نقش رینگوکید در وسترن کلاسیک، دلیجان افق دیگر را پیش روی وی گشود. بازی در این فیلم نقطه عطف دوران کاری وین بود به‌طوری‌که او را به یک نماد تبدیل کرد.
جان وین در ادامه فعالیت‌های سینمایی‌اش، دو فیلم نیز کارگردانی کرد؛ وسترنی به نام آلامو (۱۹۵۹) و فیلم جنگی کلاه سبزها (۱۹۶۸) که برخلاف جو ضدآمریکایی جهان در آن سال‌ها، از حمله آمریکا به ویتنام حمایت می‌کرد.

## افتخارات
انجمن فیلم انگلیس (BFI) در نظرسنجی از اهالی سینما و منتقدین فیلم، فهرست ۱۰ هنرپیشه بزرگ فیلم‌های وسترن قدیمی را منتشر کرد که جان وین بازیگر نامدار هالیوود در رتبه اول دیده می‌شود.
رتبه دوم متعلق به کلینت ایستوود، بازیگر فیلم‌های معروفی چون «یک مشت دلار»، «نابخشوده» و «خوب، بد، زشت» و رتبه سوم متعلق به لی وان کلیف بازیگر فیلم‌هایی چون به خاطر چند دلار بیشتر و خوب بد زشت و ساباتا (فیلم) است.
وی در دوران بازیگری خود در ۱۷۰ فیلم نقش‌آفرینی کرد و در سال ۱۹۶۹ با فیلم «شجاعت واقعی» موفق به دریافت جایزه اسکار بهترین بازیگر مرد شد.

## مرگ
جان وین در سال ۱۹۷۹ و در سن ۷۲ سالگی بر اثر سرطان در لس‌آنجلس درگذشت.